# Agüera (Cantabria)
Agüera es una localidad española del municipio de Guriezo, perteneciente a la comunidad autónoma de Cantabria.

## Toponimia
El lugar puede encontrarse referido como Agüera y Agüera de Trucios.

## Geografía
El pueblo está situado a 9,5 kilómetros de la capital municipal, El Puente. Está ubicado a 140 m s. n. m.
La localidad es limítrofe con la provincia de Vizcaya y ha ocasionado disputas entre el Gobierno cántabro y el Gobierno vasco debido a la pertenencia territorial. Desde Cantabria se esgrimía la validez del deslinde de 1739, aceptado entonces por Trucíos y que determinó que los terrenos en disputa pasaban a engrosar suelo cántabro. La parte vasca negaba la validez de este acuerdo y se remitía a un deslinde de 1852, basado en otro de 1552, que no fue reconocido por los organismos cántabros de la época. Una sentencia de la Audiencia Nacional, ratificada posteriormente por el Tribunal Supremo, obligaba desde 2005 a que las instituciones vascas traspasasen a Cantabria la titularidad de 800 hectáreas, y todo lo que incluyen, en esa zona, y el Tribunal Supremo ratificó el fallo en 2013 tras desestimar los recursos del Gobierno vasco y la Diputación de Vizcaya.
En 2019 quedó escenificado el fallo judicial. Ingenieros del Instituto Geográfico Nacional modificaron los mojones que delimitan el territorio de Cantabria y Euskadi en la zona. En septiembre de 2024, el Departamento de Desarrollo Territorial de Vizcaya procedió a eliminar de su Catálogo de Carreteras, la lista de vías que supervisa y mantiene, un tramo de la BI-2617 que sale de Trucíos y se adentra en Guriezo, acatando así las sentencias de los tribunales. 

## Historia
Hacia mediados del siglo XIX, el lugar, por entonces perteneciente al municipio de Sámano, tenía contabilizada una población de 138 habitantes. Aparece descrito en el primer volumen del Diccionario geográfico-estadístico-histórico de España y sus posesiones de Ultramar de Pascual Madoz con las siguientes palabras:

AGUERA DE TRUCIOS: l. en la prov. y dioc. de Santander, part. jud. de Castrourdiales, ayunt. de Sámano. Sit. al lado del camino de Santoña á Burgos en terreno ventilado y clima saludable. Se compone de los barrios de Llaguno, Saldelamo y el Vivero; tiene una igl. parr. dedicada á San Juan Bautista, aneja de Sta. Maria de Llovera del l. de Otañes, y servida por uno de los cuatro beneficiados con que está dotada esta última, y una ermita bajo la advocacion de S. Antonio que se halla en el barrio Llaguno antes mencionado. Pasa por su terr. el r. Agüera que baja á Oriñon, sobre el que tiene un puente de madera; sus aguas dan movimiento á dos molinos harineros y dos ferr. única ind. de este pueblo. Pobl. 34 vec.: 138 alm.: prod. y contr. (V. Samano.)
(Madoz, 1845, p. 133)

En 2023, la entidad singular de población de Agüera, ahora perteneciente al municipio de Guriezo, tenía empadronados 27 habitantes, todos ellos en el núcleo de población de ese nombre.

## Patrimonio
Destaca del lugar la casa de Garay (siglo XVIII), la ferrería de la Soledad (siglo XVIII) y la iglesia de San Juan (siglo XVII).